# Spanien
Spanien (spanska: España), officiellt Konungariket Spanien (spanska: Reino de España), är ett land och en medlemsstat i Europeiska unionen belägen i sydvästra Europa på Iberiska halvön. Dess fastland gränsar i söder och öster till Medelhavet, förutom en liten landgräns med det brittiska utomeuropeiska territoriet Gibraltar, i norr till Frankrike, Andorra och Biscayabukten och i väster till Atlanten och Portugal.
Spanskt territorium innefattar även Balearerna i Medelhavet, Kanarieöarna i Atlanten utanför Afrikas kust och två autonoma städer i Nordafrika, Ceuta och Melilla, som gränsar till Marocko. Vidare är staden Llivia en spansk exklav innesluten av franskt territorium. Med en yta på 505 983 km² är Spanien det, efter Frankrike, näst största landet i Västeuropa och Europeiska unionen.
På grund av sitt läge har Spaniens territorium varit föremål för stor yttre påverkan från förhistorisk tid och fram till att Spanien blev ett enat land på 1400-talet, vilket skedde genom giftermålet mellan de katolska monarkerna och slutförandet av återerövringen, känd som Reconquista, av den iberiska halvön 1492. Omvänt har Spanien varit en viktig inflytelsekälla för andra regioner, främst under den moderna eran, då man blev ett globalt imperium som har lämnat ett arv på över 500 miljoner spansktalande i dag, vilket gör spanskan till världens näst mest talade modersmål.
Spanien är en demokrati organiserad i form av en parlamentarisk regering under en konstitutionell monarki. Spanien är ett i-land med den tolfte största ekonomin i världen efter nominell BNP och har en mycket hög levnadsstandard (23:e högsta Human Development Index), inklusive den tionde högsta livskvalitetsindexet i världen (2005). Spanien är medlem i FN (sedan 1955), EU (1986), Nato (1982), OECD och WTO. Landets utveckling sedan 1970-talet har präglats av en internationell integration (bland annat via EU) och vissa inre slitningar (främst via separatism i Baskien och Katalonien). Under 2017 eskalerade konflikten med Katalonien till en akut konstitutionell kris.

## Historia

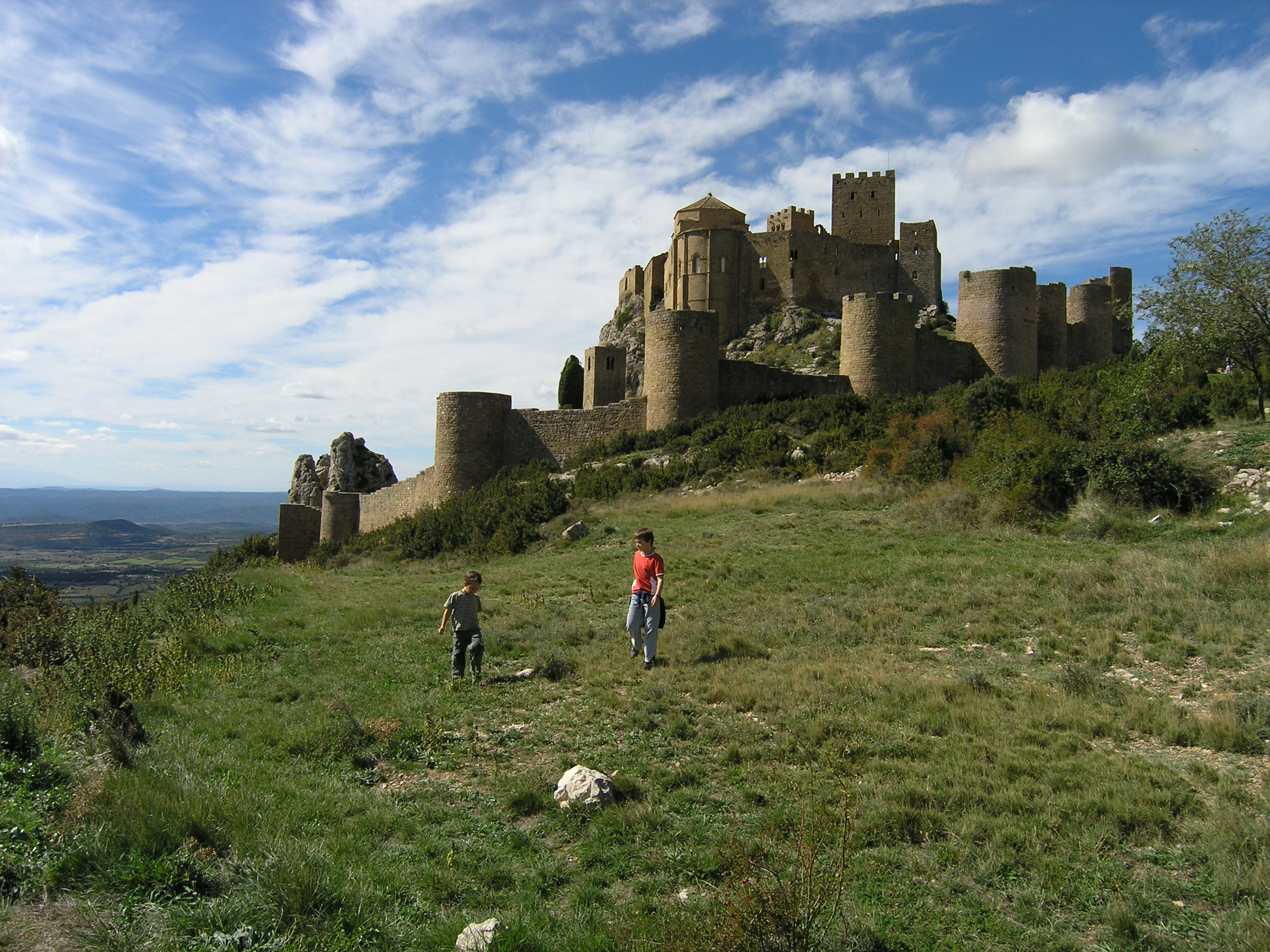
Slottet Loarre, Huesca.

Vid mitten av 1400-talet var Iberiska halvön uppdelad i flera stater – kungarikena Kastilien, Aragonien, Portugal och Navarra samt den sista muslimska staten Granada. På halvön bildades en dubbelmonarki 1479 när Ferdinand II av Aragonien och Isabella I av Kastilien förenade sina två riken i en personalunion genom äktenskap. År 1492 erövrade de Granada. Navarra införlivades med Kastilien 1512 och därmed var Spanien etablerad som stat.
Samma år som Granada föll nådde Christofer Columbus Amerika. Den nya farleden som han upptäckt gick från Kanarieöarna som vid ungefär samma tidpunkt erövrats av de spanska styrkorna och innebar att Spanien på bara några år kunde lägga under sig stora delar av Nya världen. År 1515 fick Spanien sina nuvarande gränser då de södra delarna av kungariket Navarra, där också Baskien ingick, erövrades i ett krig där franska och spanska styrkor slogs tillsammans mot Navarra. De norra delarna av Navarra och Baskien infogades i Frankrike.[källa behövs]
Under 1500-talet och 1600-talet nådde Spanien sin höjdpunkt med stora besittningar i Amerika, men också Filippinerna blev en del av det spanska imperiet. Under slutet av 1600-talet fick Spanien konkurrens ifrån andra europeiska kolonialmakter, främst England. Under 1800-talet frigjorde sig många av Spaniens tidigare kolonier och imperiet föll samman. Spansk-amerikanska kriget år 1898 då Kuba gick förlorat satte definitivt stopp för den spanska dominansen i Latinamerika.

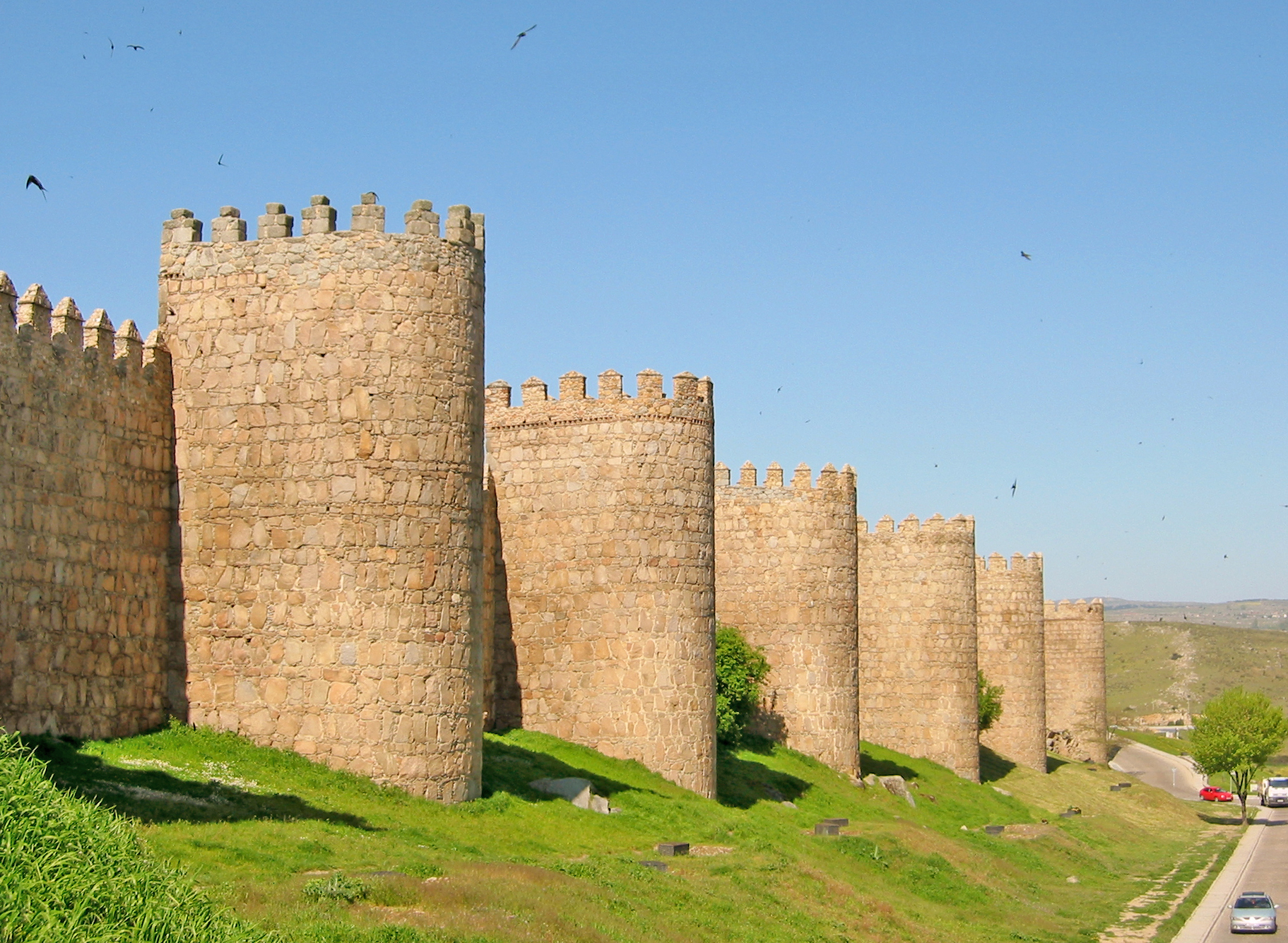
Ávilas stadsmurar.

Sociala och politiska förändringar, som ledde till etablerandet av en bräcklig demokrati 1930, utlöste en blodig urladdning i spanska inbördeskriget (1936-1939), då militära upprorsmakare under general Francisco Franco efter en plågsam kamp grep makten i landet. Omkring en halv miljon spanjorer stupade i kriget och ytterligare lika många avrättades eller avled av svält under de svåra efterkrigsåren. Under Francos regim, som varade till 1975, fängslades över två miljoner spanjorer för regimkritisk verksamhet. Ekonomin började emellertid utvecklas snabbt från 1960-talet, vilket ledde till en social motreaktion.
Under slutet av 1950-talet inleddes Spaniens era som turistland. De första turistmålen var Balearernas största ö Mallorca och Gran Canaria. Snart tillkom "solkusten" Costa del Sol vid Malaga, där en hel turiststad, Torremolinos uppfördes. Senare resmål blev också de övriga baleariska öarna till exempel Ibiza, kanarieön Teneriffa samt Costa Brava vid Barcelona.
Slutet av Francos redan svärtade epok blev våldsam. Ett bombattentat mot premiärminister Luis Carrero Blanco, Francos tilltänkta efterträdare, i december 1973, besvarades med hårda repressalier som fördömdes av omvärlden. Hösten 1975 avrättades sju anhängare av separatistgrupperna Euskadi ta Askatasuna och FRAP trots internationella protester. Detta fick Olof Palme att kalla regimen för satans mördare. Detta vållade stor skandal i Sverige eftersom Svenska transportarbetarförbundets ordförande Hans Ericson vid samma tidpunkt fotograferades på Kanarieöarna. 

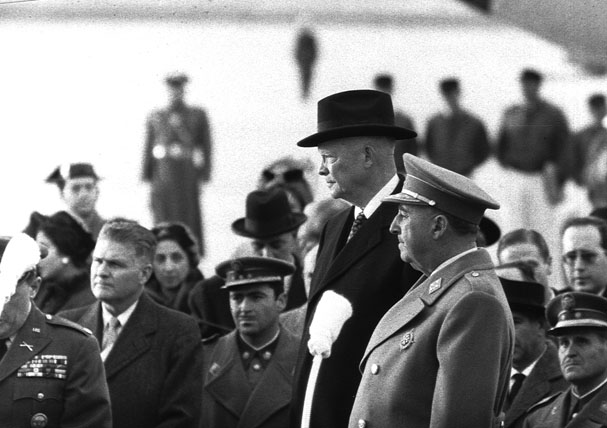
General Franco och USA:s president Eisenhower i Madrid (1959).

När Franco dog 1975 hade han lyckats hålla oppositionen i ett järngrepp i nästan 40 år. Detta hindrade inte efterträdaren Juan Carlos av Bourbon att i samverkan med premiärminister Adolfo Suarez påbörja en snabb demokratisering av landet. 1976 genomfördes en folkomröstning om politiska reformer. Folkomröstningen ledde fram till allmänna och fria val kunde hållas 1977 samt att en ny demokratisk författning antogs 1978. Ett kuppförsök genomfördes 1981 av besvikna grupper inom militären, men hindrades genom kung Juan Carlos bestämda ingripande. Från 1982 utvecklades Spanien till en stabil parlamentarisk demokrati, under den långvarige socialistledaren Felipe Gonzalez. 1982 gick Spanien även med i Nato. 
År 1986 gick Spanien med i den Europeiska gemenskapen (EG), företrädaren till EU, vilket gav ett stort ekonomiskt uppsving för de delar av Spanien där turismen inte tidigare givit inkomster. En ambitiös satsning på infrastrukturen har sedan 1990-talet givit ett flertal nya snabbtågslinjer samt ett allt mer heltäckande motorvägsnät. En konservativ regering kunde bildas under José María Aznar 1996. De förlorade makten åt José Zapatero och socialdemokratiska PSOE 2004, vilket bekräftades i valet 2008.
Efter valet 2011 leddes Spanien av premiärministern (Presidente de Gobierno) Mariano Rajoy, som var ledare för konservativa Partido Popular (PP). Under deras regering utvecklades en sedan länge pågående tvist med Katalonien om regionens autonomi och självstyre till att bli en konflikt om Kataloniens fullständiga självständighet från Spanien. I samband med en ensidigt utlyst folkomröstning 2017 och en stor spansk polisaktion för att söka hindra den, utvecklades situationen till en konstitutionell kris i Spanien.
I juni 2018 förlorade Spaniens premiärminister Mariano Rajoy  misstroendeomröstningen i parlamentet och Pedro Sánchez  från socialistpartiet PSOE blev ny premiärminister.  I januari 2020 bildade premiärminister Pedro Sànchez  en ny koalitionsregering med vänsterpartiet Podemos. Spanien fick sin första koalitionsregering sedan återgången till demokrati på 1970-talet.

## Geografi

### Topografi och hydrografi
Det spanska fastlandet domineras av höga platåer och bergskedjor såsom Pyrenéerna och Sierra Nevada. Flera stora floder rinner från dessa höjder, såsom Tajo, Ebro, Duero, Guadiana och Guadalquivir. Längs kusten finns uppslammade slättland; det största ligger vid Guadalquivir i Andalusien, och i öst finns uppslammade slättland tillsammans med medelstora floder som Segura, Júcar och Turia. Spanien gränsar i öst till Medelhavet, till norr mot Biscayabukten och till väst mot Atlanten. Balearerna ligger i Medelhavet och Kanarieöarna i Atlanten utanför Afrikas kust.

### Klimat

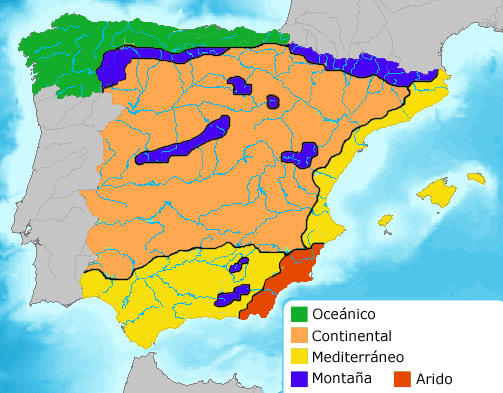
Klimatområden i Spanien enligt Köppens system.

Spaniens klimat kan delas in i fyra områden:
- Medelhavet: främst subtropiskt klimat i östra och södra delen av landet, och mycket regn under vår och höst. Milda vintrar.
- Inlandet: Kontinentalt klimat, kyliga vintrar (mycket snö i norr) och varma somrar.
- Norra Atlantkusten: Nederbörd främst under vintern, med milda, något kalla, somrar.
- Kanarieöarna: subtropiskt klimat på gränsen till tropiskt, med milda temperaturer (18 °C till 24 °C) hela året.

## Styre och politik

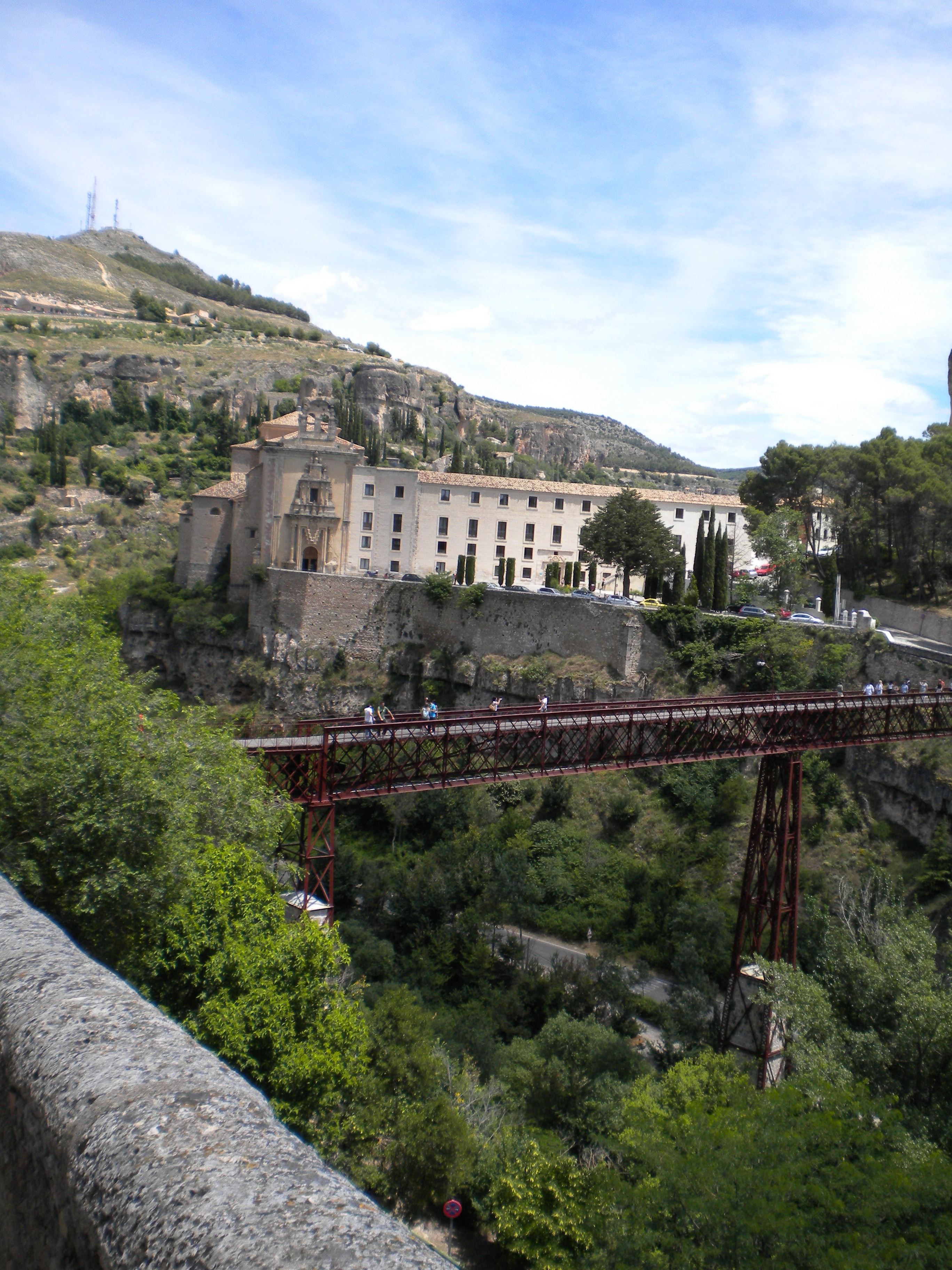
Cuenca - Saint Paul Bro, designad av Gustave Eiffel, samma som Eiffeltornet, Paris.

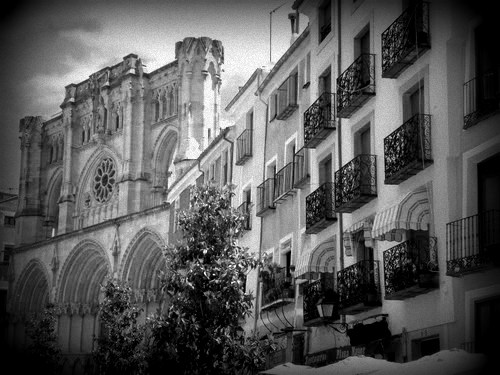
Cuenca, Spanien

### Författning och styre
Spanien är en konstitutionell monarki. Statschef är kung Felipe VI. Regeringen leds av regeringschefen (spanska: Presidente del Gobierno).

### Administrativ indelning
Spanien är en nation geografiskt organiserad i 17 autonoma regioner och 2 autonoma städer.
De autonoma regionern är indelade i provinser.

#### Autonoma regioner
- Andalusien (Andalucía)
- Aragonien (Aragón)
- Asturien (Principáu d'Asturies på asturiska; Principado de Asturias på spanska)
- Balearerna (Illes Balears på katalanska; Islas Baleares på spanska)
- Baskien (Euskadi på baskiska; País Vasco på spanska)
- Extremadura
- Galicien (Galicia eller Galiza på galiciska; Galicia på spanska)
- Kanarieöarna (Islas Canarias)
- Kantabrien (Cantabria)
- Kastilien och León (Castilla y León på spanska; Castiella y Llión på asturiska)
- Kastilien-La Mancha (Castilla-La Mancha)
- Katalonien (Catalunya på katalanska; Cataluña på spanska; Catalunha på aranesiska)
- La Rioja
- Madrid
- Murcia
- Navarra (Nafarroa på baskiska; Navarra på spanska)
- Valencia (Comunitat Valenciana på valencianska (katalanska); Comunidad Valenciana på spanska)

Det finns också sex platser med spansk suveränitet längs den afrikanska kusten: Plazas de soberanía mayores (exklaverna Ceuta och Melilla) administreras som autonoma områden, plazas de soberanía menores (öarna Islas Chafarinas, Peñón de Alhucemas, och Peñón de Vélez de la Gomera) är under direkt spansk administration.
Kanarieöarna, Ceuta och Melilla åtnjuter speciell status inom Europeiska unionen, se Europeiska unionsrättens territoriella tillämpningsområde.

#### Provinser
Det spanska kungariket är också indelat i 50 provinser (provincias). Autonoma regioner grupperar provinserna (exempelvis består Extremadura av två provinser, Cáceres och Badajoz). De autonoma regionerna Asturien, de Baleariska öarna, Kantabrien, La Rioja, Navarra, Murcia, och Madrid består vardera av en enda provins.

### Politik
I valet 2011 vann Partido Popular Spaniens riksdagsval med absolut majoritet (186 av 359 ledamöter i kongressen och 136 av 208 i senaten). Partiledare och premiärminister är Mariano Rajoy, som tillträdde den 21 december och därmed blev den sjätte presidenten under den demokratiska perioden som började 1977.
Mellan valet 2004 och valet 2011 styrdes landet av det Spanska socialistiska arbetarpartiet, PSOE. Premiärminister var José Luis Rodríguez Zapatero. De tre viktigaste åtgärderna i början av hans mandatperiod var: 50 procent representation av kvinnor i regeringsministären, tillbakadragande av de spanska trupperna i Irak och godkännande av giftermål mellan homosexuella.
I november 2019 parlamentsval  kom socialdemokratiska PSOE att fortsätta som det största partiet i Spanien med 120 platser. Borgerliga PP fick 88 platser i parlamentet. Valets stora vinnare var ytterhögerpartiet Vox som fördubblade sitt stöd med 52 platser och  blev tredje störst. Vänsterpartiet Podemos fick 35 platser. Valets stora förlorare var högerliberala medborgarpartiet Ciudadanos. Katalanska Socialistpartiet ERC fick 13 platser.

#### Självständighetsrörelser
I Spanien existerar olika politiska grupperingar med inriktning på självständighetssträvande, nära knutna till regionalistiska och nationalistiska rörelser. Bland dessa finns den katalanska nationalismen, den galiciska nationalismen eller den baskiska nationalismen, vilka vill skilja de områden där de är aktiva från Spanien. Sådana rörelser finns huvudsakligen i Katalonien, Galicien, Navarra och Baskien, där det finns politiska partier som är uttalat självständighetssträvande; exempel: Esquerra Republicana de Catalunya, Unión do Povo Galego, Aralar och Bildu. Å andra sidan vacklar nationalistiska partier som Convergència i Unió, Bloque Nacionalista Galego och Partido Nacionalista Vasco mellan ställningstaganden för regional självstyrelse och ett uttalat strävande efter självständighet.

### Internationella relationer
Efter återgången till demokrati efter Francos död 1975, har främsta målet för Spaniens utrikespolitik varit att bryta den diplomatiska isoleringen under Franco-åren, utöka de diplomatiska förbindelserna, träda in i Europeiska gemenskaperna, och utforma säkerhetspolitiken med Västeuropa.
Som medlem av NATO sedan 1982 har Spanien etablerat sig som deltagare i multilaterala internationella säkerhetsfrågor. Spaniens EU-medlemskap utgör en viktig del av dess utrikespolitik. Även på många internationella frågor utanför Västeuropa föredrar Spanien att samordna sina insatser med sina EU-partner genom det europeiska politiska samarbetet.
Spanien har upprätthållit sin speciella relation med de spansktalande länderna i Amerika och Filippinerna. Dess politik betonar begreppet om en Iberoamerikansk gemenskap, i huvudsak en förnyelse av det historiskt liberala begreppet "hispanidad" eller "hispanism", som det ofta kallas på engelska, med vilket man har försökt länka den iberiska halvön med den spansktalande delen av Amerika, genom språk, handel, historia och kultur.

### Försvar
Den spanska försvarsmakten – Fuerzas Armadas de España – består av armén (Ejército de Tierra), marinen (Armada) och flygvapnet (Ejército del Aire) samt Guardia Civil. Värnplikten avskaffades 2002 och Spanien har sedan dess en yrkesarmé.
Arméns grundorganisation består av 90 000 soldater i fyra mekaniserade brigader, tre lätta infanteribrigader och en fallskärmsjägarbrigad. Därtill kommer den Spanska främlingslegionen och Regulares i Ceuta och Melilla. Arméflyget består av 1 attackhelikopterbataljon och 3 andra helikopterbataljoner.
Marinens grundorganisation består av 22 000 sjömän och 5 000 marininfanterister. Flottan har 1 amfibiefartyg, 10 fregatter och fyra ubåtar. Marininfanteriet är organiserat i en amfibiebrigad och tre basjägarregementen. Marinflyget har helikoptrar och Hawker Siddeley Harrier stridsflygplan.
Flygvapnets grundorganisation består av 25 000 flygsoldater. Eurofighter Typhoon, F/A-18 Hornet och Dassault Mirage F1 är de viktigaste stridsflygplanen.

## Ekonomi och infrastruktur

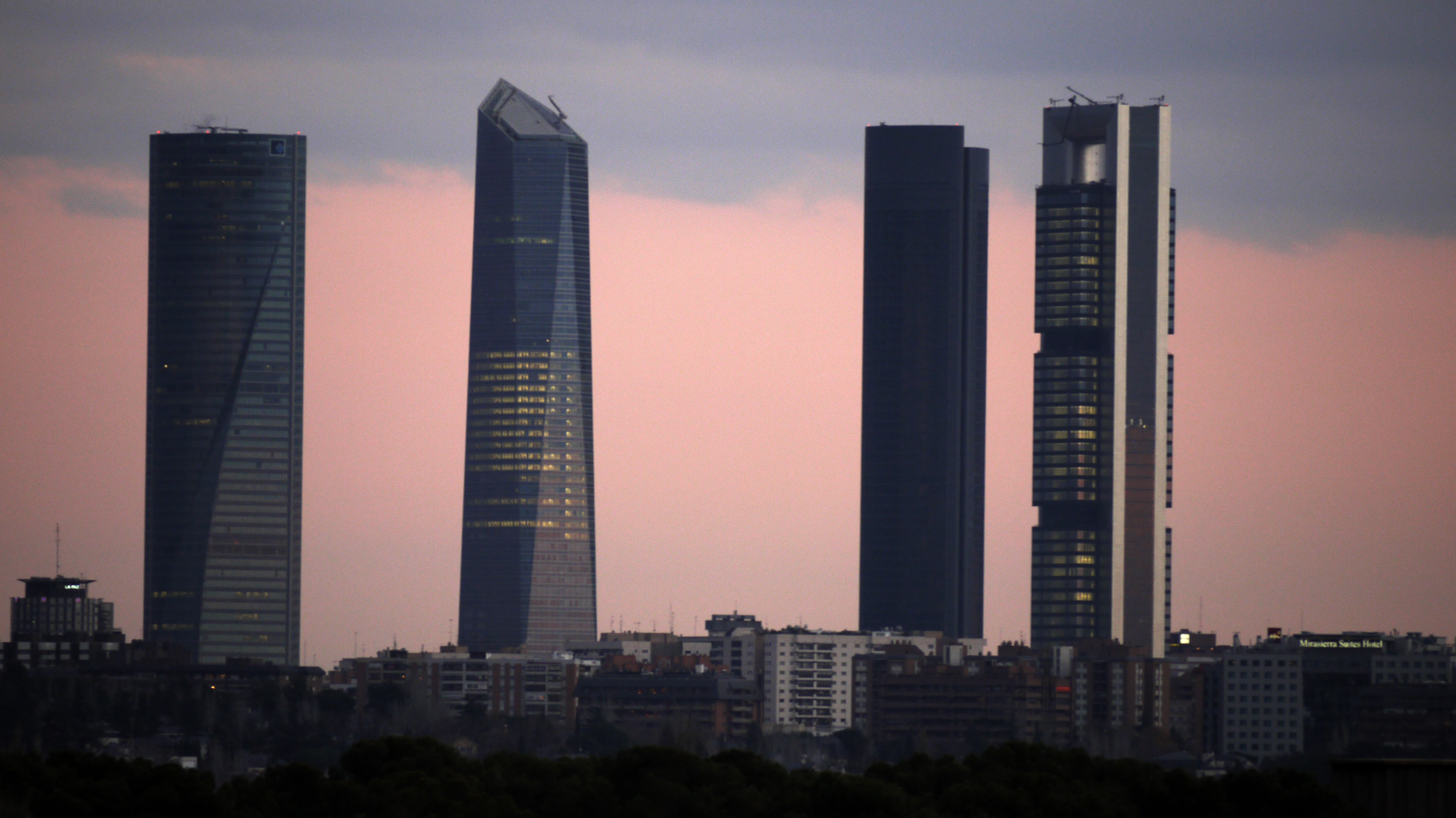
Madrid: Cuatro Torres Business Area.

Valutaenheten är euro och ges ut av Banco de España, i samarbete med Europeiska centralbanken. Sedan 1 januari 1999 har pesetan varit kopplad till euron, med en fast växlingskurs på 166,386 pesetas för en euro. Den 1 januari 2002 infördes sedlar och mynt i euro och den 28 februari samma år upphörde pesetan att cirkulera och euron blev den enda legala valutan i Spanien. Men spanska medborgare som innehar pesetas kan alltid få dem växlade till euro i Banco de España.[källa behövs]
År 2006 var cirka 8 % av Spaniens befolkning arbetslösa, men när arbetsmarknaden drabbades av en finanskris ökade siffrorna. Annan statistik visar att cirka 21,6 % av befolkningen var arbetslösa år 2011, vilket betyder att arbetslösheten ökade snabbt. Statistik publicerad den 29 april 2014 visar att cirka 25,93 % av Spaniens befolkning var arbetslösa då, vilket visar på ytterligare ökning.

### Näringsliv

#### Skogsbruk
Spanien har den fjärde största totala skogsarealen av samtliga europeiska nationer med omkring 180 000 kvadratkilometer enligt FAO:s sammanställning i State of the World's Forests. Efter att under flera århundraden minskat till följd av massiv avverkning, så ökade landets skogsareal under 1900-talets andra hälft med omkring 50 000 kvadratkilometer till följd av skogsplantering. Under 2000-talets första decennium hade Spanien den högsta tillväxten av skogsareal av samtliga europeiska länder med omkring 1 200 kvadratkilometer skog per år. Landets har de tredje största tillgångarna för produktion av biomassa i Europa med årliga produktionstillgångar om 90 miljoner ton.[källa behövs]

#### Energi

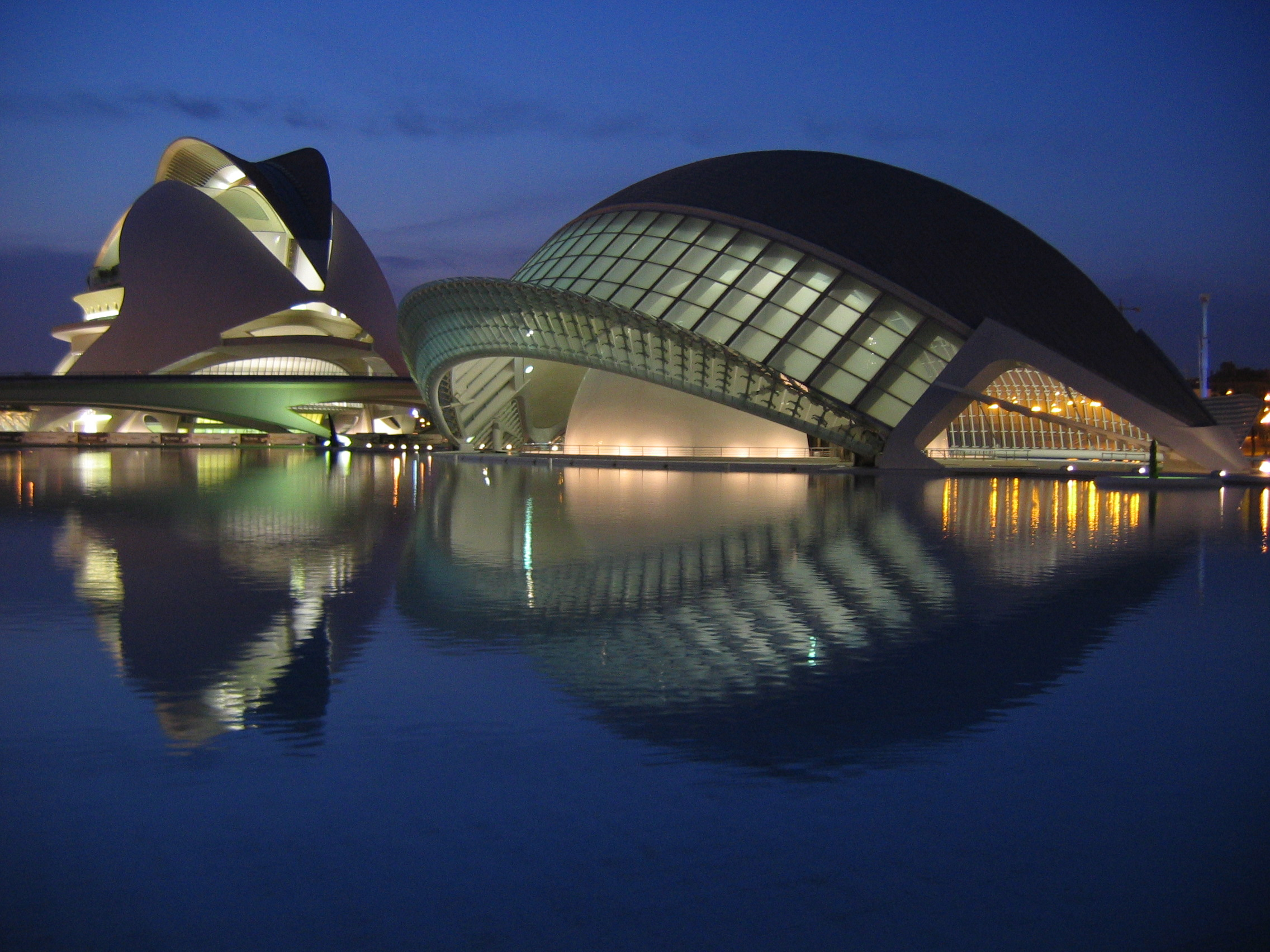
Valencia, på natten.

Energibehovet i Spanien har sedan 2002 ökat med 3,5 procent per år med någon variation. År 2003 var exempelvis ökningen 7 procent. Konsumtionen ökade mellan 2002 och 2006 från 211 500 GWh till 253 600 GWh.
År 2003 utgjordes 48,9 procent av den producerade energin i Spanien av energi från kärnkraftverk (16 422 000 toe eller tusen ton oljeekvivalenter) och 21,7 procent producerades vid kolkraftverk. Elproduktionen från vattenkraft och andra förnybara energikällor, som vindkraft, ökar från år till år.
Sedan några år tillbaka[när?] är den teoretiska kapaciteten att generera energi i Spanien större för vindkraftverken än för kärnkraftverken och landet är den näst största energiproducenten av vindkraft, efter Tyskland. Spanien och Tyskland producerade 2005 mer elenergi från vindkraftparker än från vattenkraftverken.
Kärnkraften stod 2009 för ungefär hälften av landets energiförsörjning och är Spaniens viktigaste energikälla. Även biobränslen, kol, vattenkraft, vind- och solenergi är viktiga för landet och en av världens ledande producenter av just vind- och solenergi är detta land.

#### Industri
På 1700-talet blev Katalonien Spaniens huvudområde för industri, främst textilindustri och har varit det sedan dess. Baskien och Asturien i norra Spanien har varit huvudområden för järn- och stålindustrin och tung industri. I slutet av 1900-talet utvecklades Spaniens industrier. Under Francotiden utsågs Madrid och Barcelona till Spaniens främsta industriregioner, men efter landets inträde i EU skapades fler industriområden längs medelhavskusten. Järn- och stålindustri finns bland annat Valencia, Baskien och Asturien. Kemisk industri finns inte bara i Madrid och Barcelona utan även Bilbao, Santander och Gijón. Aluminiumsmältverk finns i bland annat San Ciprián och Avilés.[källa behövs]
Den enskilt viktigaste industrin i Spanien är fordonsindustrin som ensam stod för 10 % av landets BNP, 16 % av landets export och sysselsatte 380 000 personer 2013. Tillverkningstakten har sedan slutet av 1980-talet legat på mellan 2 och 3 miljoner bilar årligen och landet var år 2013 Europas näst största biltillverkare efter Tyskland. Ett 40-tal fordonsmodeller (bilar, lastbilar och bussar) tillverkas i 17 fabriker av 10 olika tillverkare, SEAT (Barcelona), Nissan (Barcelona, Ávila och Santander), PSA (Madrid och Vigo), Renault (Palencia, Valladolid och Sevilla), Ford (Valencia), Opel (Zaragoza), Volkswagen (Pamplona), Mercedes-Benz (Vitoria-Gasteiz och Santander), Iveco (Madrid och Valladolid) samt Evobus (Santander).,
I Spanien produceras bland annat textilier, järn och stål, bilmotorer, kemiska produkter, konfektion, skor, båtar, raffinerade petroleumprodukter och cement. Betydande är också livsmedelsindustrin inklusive drycker och transportmaterial. Spanien är en av de viktigaste vinproducenterna. Produktionen uppgick 2003 till omkring 30 miljoner hektoliter. Järn- och stålindustrin var, före sin omställning 1990, koncentrerad till Bilbao, Santander, Oviedo och Avilés.

#### Turism

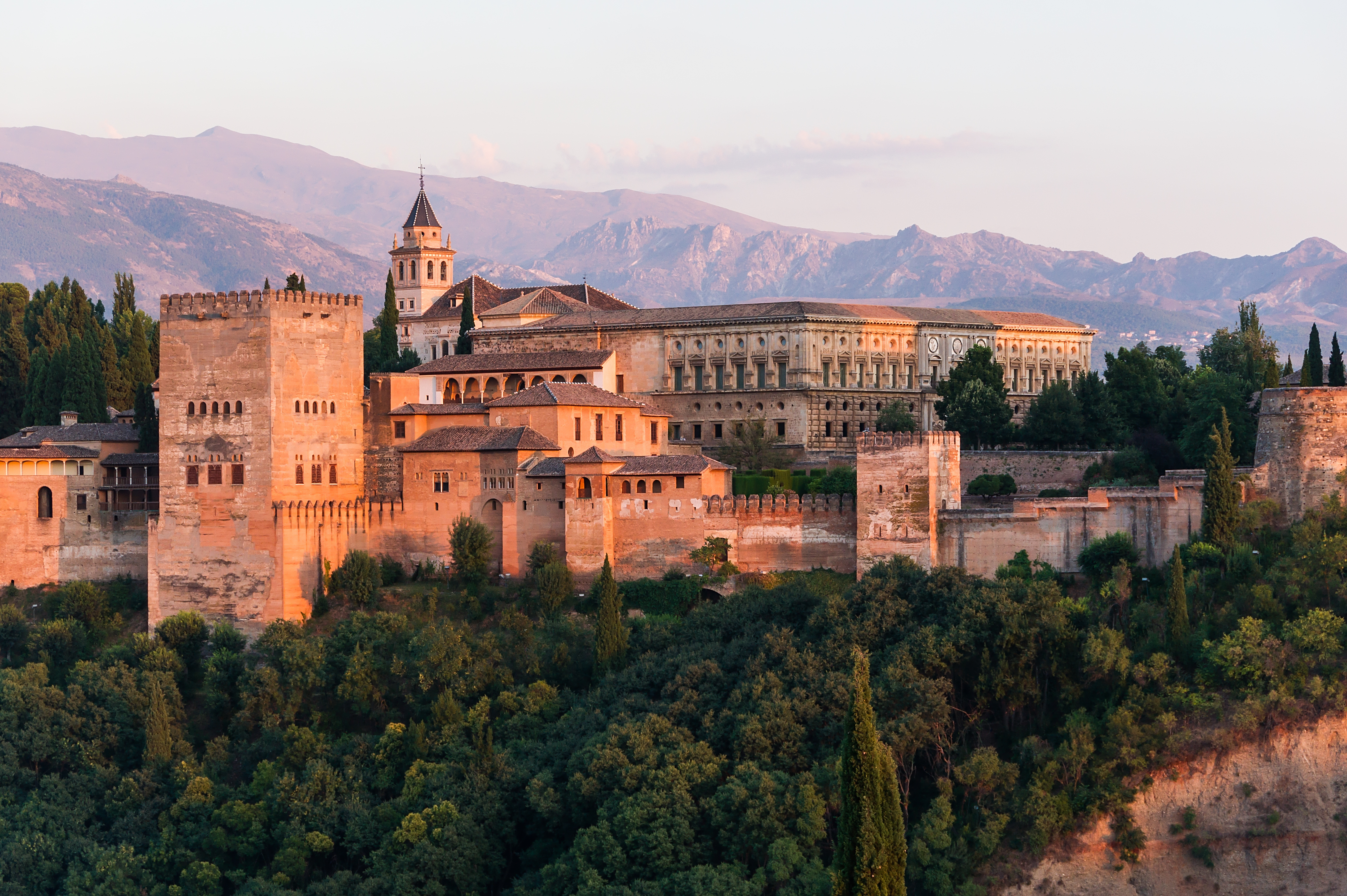
Alhambra (Granada)

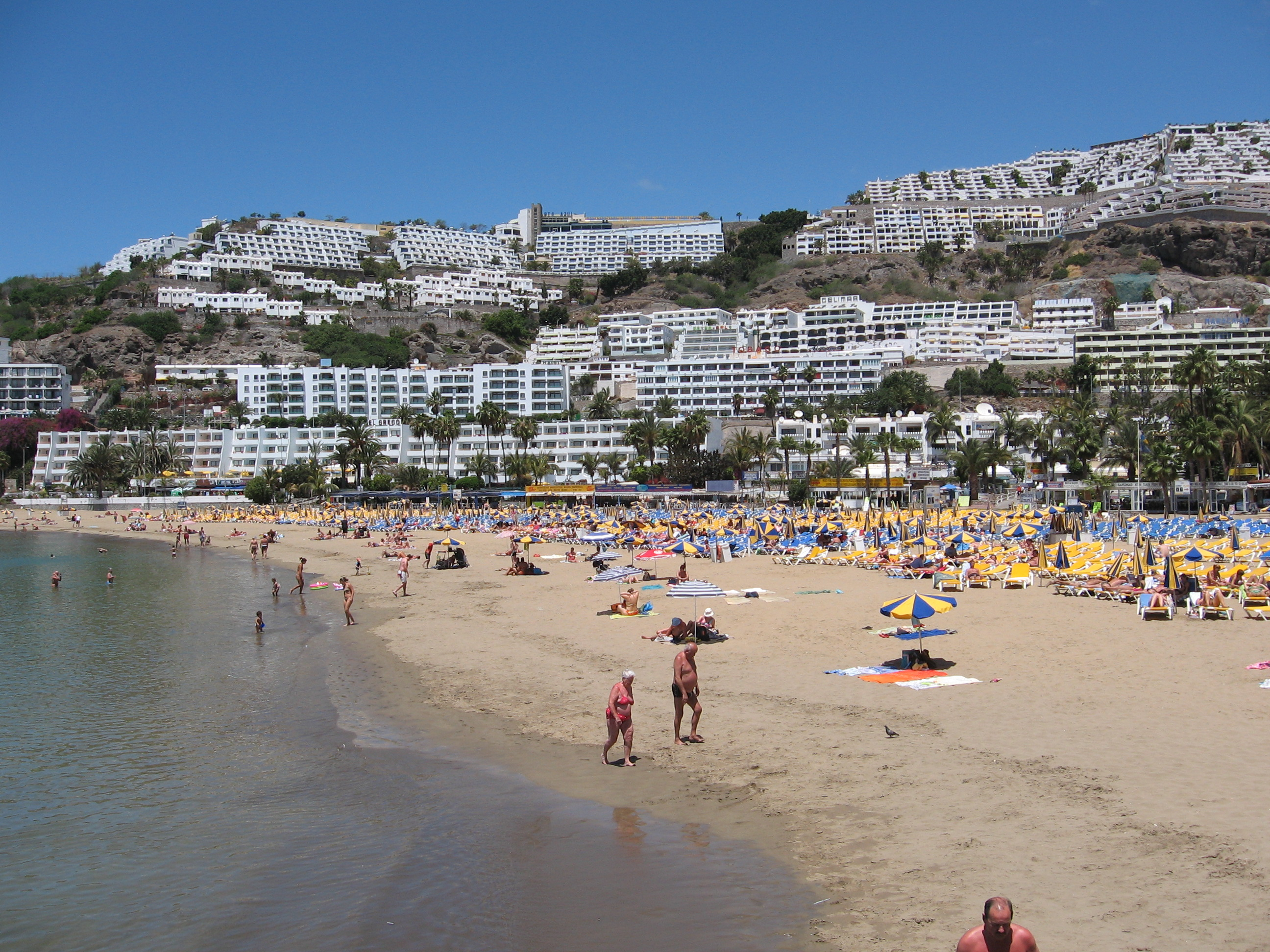
Spanien är ett mycket populärt turistmål. Turistorten Puerto Rico ligger på Gran Canaria.

Spanien är ett av världens största turistländer och antalet besökande turister har utvecklats från cirka 28 miljoner år 1973 till cirka 59 miljoner år 2007. Detta innebar att intäkterna från turismen ökade från cirka 27,4 miljarder amerikanska dollar år 1995 till cirka 65 miljarder amerikanska dollar år 2007. I samband med den Stora recessionen bromsades tillväxten inom den spanska turistnäringen under några år men tog fart igen med start 2011 och har därefter växt med drygt 22,5 miljoner nya turister från 52,7 miljoner turister år 2010 till 75,3 miljoner turister år 2016. Intäkterna från turismen uppskattas för år 2016 uppgå till drygt 77 miljarder euro motsvarande detsamma i dollar. Antalet besökande år 2017 uppgick till 82,2 miljoner personer, med intäkter på 90000 euro.

Spaniens största besöksmål för internationella turister är staden Barcelona med 7,6 miljoner utländska besökare 2015. Barcelona stod samma år för drygt 20 procent av landets totala turistintäkter från utländska besökare, motsvarande 13,9 miljarder dollar.

### Handel
Den spanska ekonomin växte mellan 1993 och 2005 på grund av bland annat hög konsumtion, en snabbväxande byggsektor, låga räntor och arbetskraftsinvandring. År 1986 blev Spanien medlem i EU, vilket påverkade landet på så sätt att de fick bidrag från strukturfonder inom EU-budgeten. Importen i landet ökade också i samband med EU-inträdet. Spaniens största handelspartners är Storbritannien, Italien, Tyskland och Frankrike.
Sedan 1990 har exporten av varor och tjänster ökat från att utgöra cirka 16 % av BNP år 1990 till cirka 26 % av BNP år 2010 och mellan år 2005 och 2012 har värdet av varuexporten ökat från cirka 193 284 miljoner amerikanska dollar till 291 671 miljoner amerikanska dollar. Spaniens viktigaste exportvaror är vin, frukt, bilar, grönsaker, maskiner, metaller och kemiska produkter.
Importen av varor och tjänster har ökat från cirka 19 % av BNP år 1990 till cirka 28 % av BNP år 2010 och mellan 2005 och 2012 ökade värdet av varuimporten från cirka 278 094 miljoner amerikanska dollar till cirka 323 729 miljoner amerikanska dollar.

### Infrastruktur

#### Transporter

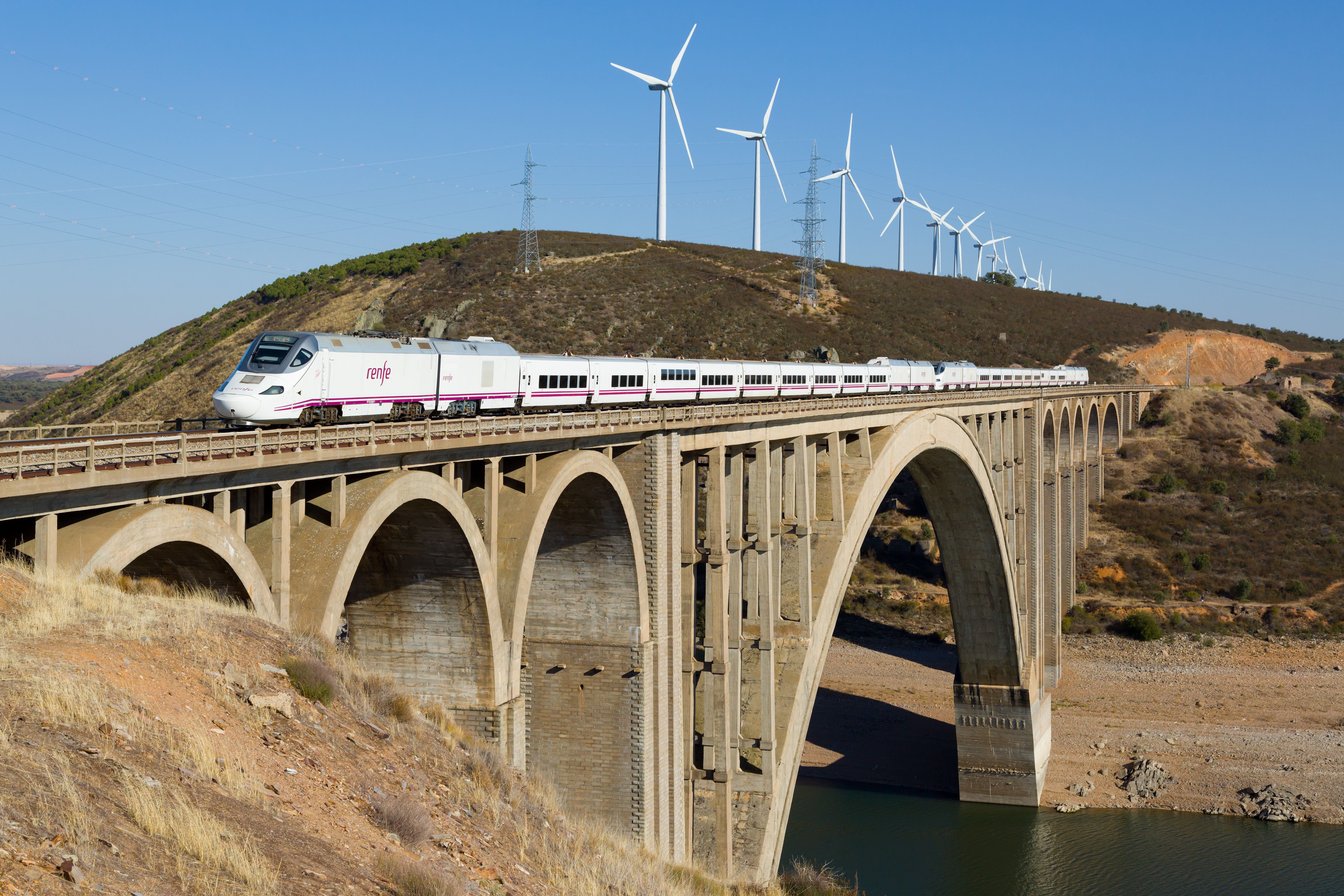
Ett snabbtåg i Kastilien och León.

##### Järnvägar
Spaniens traditionella järnvägsnät är bredspårigt, 1668 mm. Under senare år har Spanien satsat hårt på utbyggnad av ett höghastighetsnät, AVE. Detta har dock normalspårvidd (1435 mm).

##### Motorvägar
Den spanska vägnätet består av ca 370 000 km. Det består av avgiftsbelagda motorvägar, fria motorvägar, fyrfältsvägar, vägar med dubbla körfält och konventionella landsvägar. I längduppgiften ingår inte vägar och gator i tätort och inte heller vägar för lantbruk eller skogsbruk. Men med enbart motorvägar och fyrfältsvägar inräknade har Spanien ett vägnät som uppgår till nästan 13 200 km, vilket gör Spanien till det tredje landet i världen i detta avseende, efter USA och Kina.

##### Flygtrafik
Spanien är ett land med omfattande flygtrafik, såväl inrikes som internationell. Spaniens geografi med stora bergskedjor och dåliga landväga kommunikationer tillsammans med relativt långa avstånd mellan viktiga befolkningscentra har varit faktorer som bidragit till landets omfattande inrikestrafik. Spanien hade fram till 2008 en av världens mest trafikerade inrikeslinje på sträckan mellan Madrid och Barcelona.
Den internationella flygtrafiken i Spanien sköts av över 200 flygbolag på ett drygt 30-tal flygplatser. De viktigaste flygplatserna i Spanien är Adolfo Suárez Madrid-Barajas (Madrid), El Prat (Barcelona), Palma de Mallorcas flygplats (Palma de Mallorca), Málaga-Costa del Sols flygplats (Málaga) och Gran Canarias flygplats (Gran Canaria).
Följande städer har också civila flygplatser: Albacete, Alicante, Almeria, Asturias, Badajoz, Barcelona, Bilbao, Burgos, Cáceres, Castellón, Ciudad Real, Cordoba, Girona, Granada, Gran Canaria, Fuerteventura, La Coruña, Lanzarote, Huesca, Ibiza, Jerez, León, Lleida, Logroño, Madrid, Malaga, Melilla, Menorca, Murcia, Palma de Mallorca, Pamplona, Reus, Sabadell, Salamanca, San Sebastián, Santander, Santiago de Compostela, Sevilla, Teneriffa, Teruel, La Palma, La Gomera, El Hierro, Valencia, Valladolid, Vigo, Vitoria och Zaragoza.
Av de 53 spanska kommersiella flygplatserna är 47 offentliga och 6 privata. därtill finns ett drygt 50-tal flygfält utan kommersiell trafik, nästan samtliga är privatägda. Allmänna flygplatser förvaltas av de spanska offentliga företagen Aena och AeroCat. Ett specialfall är flygplatsen Andorra-La Seu som ägs av den Katalanska staten men genom avtal förvaltas av landet Andorra. Inom det spanska luftrummet (Internationella civila luftfartsorganisationen) finns också flygplatser i Gibraltar och Västsahara.

##### Sjöfart
Med drygt 7 900 km kust varav 4 900 på den iberiska halvön, har Spanien den längsta sammanlagda kuststräckan av samtliga EU nationer. Med sitt geografiska läge och landets historiskt dåliga landväga kommunikationer med den europeiska kontinenten har sjöfarten alltid varit central för Spaniens handelsförbindelser och ekonomiska utveckling. Av denna anledning har landet ett mycket omfattande system av hamnar. Spaniens statliga hamnmyndighet (Puertos del Estado) administrerar 46 av landets viktigaste handels- och färjehamnar, av dessa utmärker sig bland andra hamnen i Algeciras som är Spaniens största räknat i hanterad godsmängd med drygt 83 miljoner ton år 2012. Hamnen i Algeciras är dock till största huvuddelen en s.k. transithamn där gods flyttas mellan olika fartyg.
Spaniens viktigaste hamn vad gäller landets import- och exporthandel är hamnen i Barcelona som står för drygt en femtedel av landets totala sjöväga import och export, den följs av hamnarna i Valencia och Bilbao som Spaniens andra och tredje import/export hamnar. Den totala mängden hanterat gods i de Spanska hamnarna uppgick år 2012 till 475 miljoner ton varav drygt en femtedel utgjordes av transitgods, dvs. gods som enbart passerade genom hamnarna för omlastning.
Hamnen i Vigo tillsammans med hamnen i A Coruña står för över hälften av all handel i Spanien med färsk fisk och hör även till Europas största fiskehamnar där hamnen i Vigo periodvis även har rankats som världens största fiskehamn räknat i volym hanterad fisk. Hamnen i Sevilla är den enda med ren flodkaraktär i landet och var under 1600 och 1700-talet Spaniens viktigaste hamn. Staden ligger inne i landet men har tillgång till havet genom floden Guadalquivir. Den närliggande hamnen i Cádiz är en strategisk punkt för utförsel av varor till Atlanten och Kanarieöarna, den är även Spaniens och en av världens äldsta kontinuerligt använda hamnar med över 3000 år. Hamnen i Barcelona, är den viktigaste utgångspunkten för kryssningstrafiken i Medelhavet, och den fjärde största kryssningshamnen i världen räknat i antalet passagerare samt ekonomisk omsättning, de övriga tre återfinns i Florida i Miami, Orlando (Port Canaveral) och Fort Lauderdale.
Den spanska handelsflottan uppgick år 2011 till 145 fartyg om 2,5 miljoner gross tonnage, det totala antalet spanskkontrollerade fartyg — inklusive sådana som är registrerade i utlandet — var 230. De spanska hamnarna står för omkring 70 % av landets utrikeshandel samt 15 % av inrikeshandeln. 60 % av landets export samt 85 % av landets import passerar genom Spaniens hamnar.

#### Utbildning
Grundskolan är på tio år och är avgiftsfri. Skolgång sker mellan 6 och 16 års ålder. Första stadiet är sex år och följs av ett högstadium på fyra år. Efter det finns en tvåårig linje som leder till studentexamen, bachillerato på spanska. Därefter finns det även en tvåårig yrkesutbildning. Nästan en tredjedel av alla elever utbildas vid privatskolor. Spanien har några av Europas äldsta universitet, exempelvis universitetet i Salamanca som grundades år 1287. Idag finns det ett trettiotal statliga universitet och några privata.[källa behövs]
För att få börja studera på allmänt eller privat universitet i Spanien måste man göra ett inträdesprov. Det kallas examen de selectividad.
Under den demokratiska perioden efter Franco-tiden har de allra flesta förändringar inom det spanska utbildningsväsendet omgetts med politiska tvister. Det beror bland annat på att baskiska, galiciska eller galiciska partier (från regioner med egna "nationalspråk") ofta fungerat som stöd- eller vågmästarpartier i Spaniens kongress. 2020 godkändes till slut "Celaá-lagen", namngiven efter utbildningsminister Isabel Celaá, som avskaffade spanskans roll som arbetsspråk inom landets skolor. Lagen genomdrevs med stöd av Podemos och ERC, som båda har starkt stöd i Katalonien.
Under 1800- och 1900-talen hölls vetenskapen i Spanien tillbaks på grund av politisk instabilitet och svag ekonomisk utveckling. Trots dessa förhållanden kom det fram betydande vetenskapsmän och ingenjörer. De mest kända är Miguel Serveto, Santiago Ramón y Cajal, Narcís Monturiol i Estarriol, Celedonio Calatayud, Juan de la Cierva, Leonardo Torres Quevedo och Severo Ochoa.[källa behövs]
Sedan Spaniens återgång till demokrati och den starka tillväxten i ekonomin under 1990-talet och fortsatt under början på 2000-talet, har landet stärks som vetenskapsnation. Spanien har klättrat från plats 30 till en genomsnittlig 10:e plats för åren 1996-2016 enligt SCImago Journal Rank (SJR) mätning av vetenskaplig publikation från olika länder i vetenskapliga publikationer. Spaniens investeringar i forskning och utveckling (FoU) har ökat och särskilt under den senare delen av 1990-talet och början av 2000-talet. Investeringarna fördubblades nästan från 1995 till 2006, så att de år 2008 hade höjts till 1,2% av landets BNP (från enbart 0,4% under Francoregimen). De förbättrade anslagen ledde till att fler spanska forskare återvände till Spanien från positioner utomlands, samtidigt som det skedde en ökning i rekryteringen av utländska forskare. Spanien deltar idag i flera internationella FoU-program och är väl integrerat i det internationella forskningssamarbetet, speciellt på europeisk nivå. Forskning om hälsa är ett av de mest aktiva FoU-områdena i Spanien.
Under åren kring 2000-talets början växte flera tekniska centra fram i de viktigaste industriella områdena, såväl som omkring universiteten och andra forsknings- och utvecklingscentrum, med målet att främja innovation, företag och nyföretagande. I den nationella planen för forskning och utveckling (2004-2007) förutsågs att FoU-utgifterna skulle komma att nå 1,4 % av BNP år 2007. Mellan 2000 och 2008 växte också Spaniens investeringar i forskning och utveckling snabbare än genomsnittet för länderna inom EU och ett mål var att nå upp till 2% till 2011.
Den globala finansiella krisen 2007–2008 drabbade dock Spanien hårt. Även om ökningen av investeringarna i forskning och utveckling trots den globala finanskrisen höll i sig fram till 2010, då de nådde 1,35% av BNP, började ökningstakten för statliga anslag bromsas in och från 2011 började den spanska staten skära ned på FoU-utgifterna, som en av effekterna av den ekonomiska recessionen. De kraftigt reducerade statliga anslagen till forskningen 2012 ledde till att många forskare i Spanien sökte sig till andra länder i Europa och USA Samtidigt kritiserades det spanska forskningssystemet för strukturella problem, då det enligt kritiker led av byråkrati och bristande intresse från politiskt håll, samt skapade osäkerhet för forskarna genom en cyklisk policy för forskningsanslag. Kritiken mot nedskärningarna inom forskningen besvarades av den spanska regeringen med att man i det kärva ekonomiska läget måste minska på utgifterna överallt, och att man har prioriterat att bevara spjutsspetsforskningen. Sedan 2014 har den spanska ekonomin börjat förbättras igen. Investeringarna i FoU har dock ännu inte nått tillbaka till samma nivå som kring 2010. År 2015 låg de på 1,22% av landets BNP, vilket var under genomsnittet för EU på cirka 2%.

## Befolkning

### Demografi

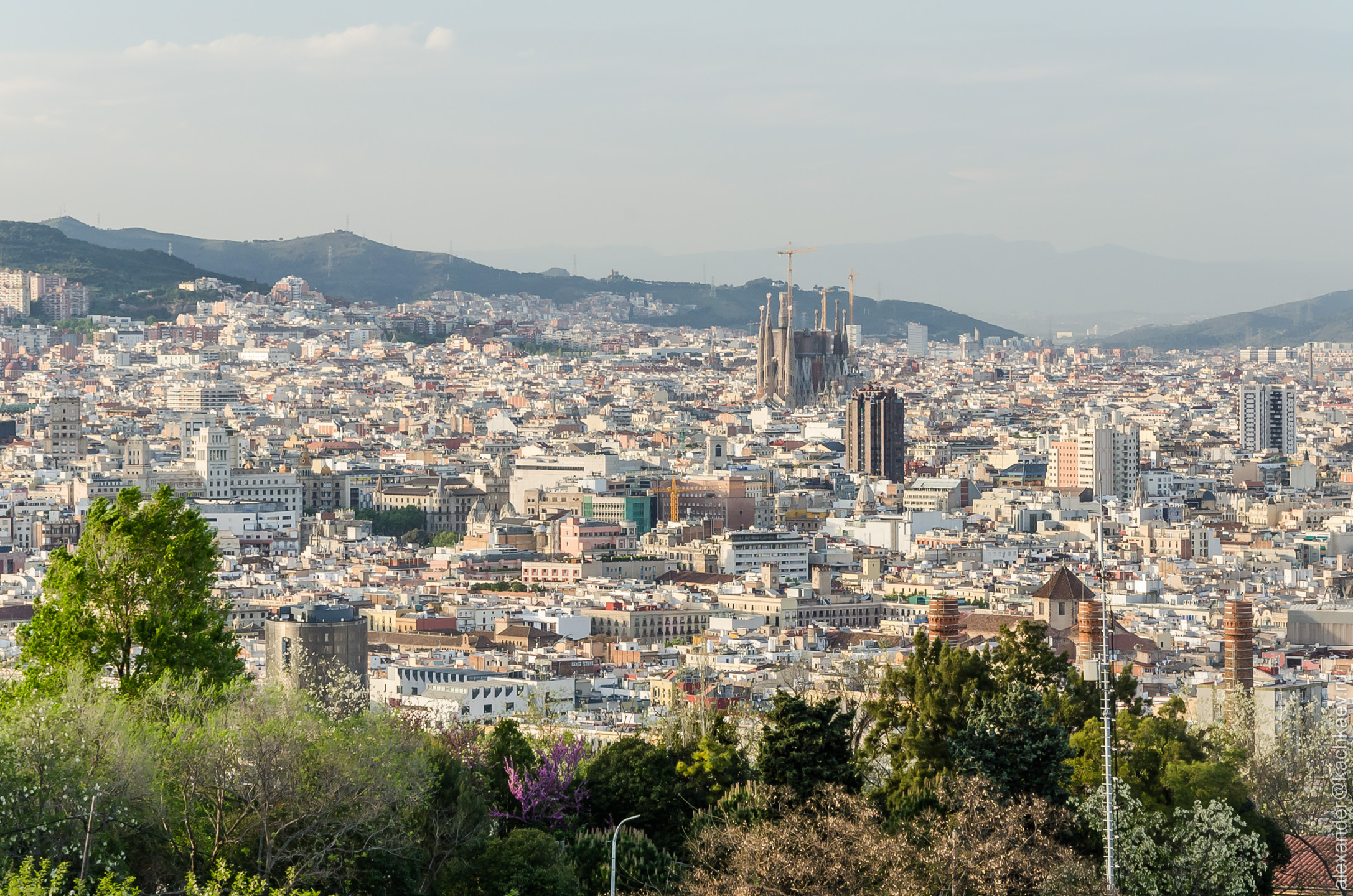
Barcelona.

Under många år hade Spanien en stadig befolkning på 40 miljoner; tillväxten låg stilla på grund av låga födelsetal. Under 2000-talet har dock befolkningen ökat snabbt på grund av invandring från framför allt Latinamerika och Rumänien och passerade under 2006 45 miljoner. Landet hade 47,15 miljoner invånare den 1 januari 2011 enligt spanska statistiska centralbyrån (Instituto Nacional de Estadística, INE). Av de 44 708 964 invånarna enligt spanska statistiska centralbyrån den 1 januari 2006 är 3,7 miljoner lagliga invandrare. Fler än en miljon av dem är rumäner, ungefär en halv miljon marockaner, en halv miljon till är ecuadorianer och 270 000 colombianer. Det finns också en nämnbar minoritet brittiska och tyska invandrare. Bara under 2005 ökade Spaniens invandrarbefolkning med 700 000. Av befolkningen i dess helhet är i dag 10 procent födda utomlands vilket betyder att Spanien har EU:s högsta invandring.[källa behövs]

#### De folkrikaste storstadsområdena
| Pos. | Stad           | Region     | Provins   | Folkmängd 1 januari 2010 |
| ---- | -------------- | ---------- | --------- | ------------------------ |
| 1    | Madrid         | Madrid     | Madrid    | 6 028 629                |
| 2    | Barcelona      | Katalonien | Barcelona | 5 014 474                |
| 3    | Valencia       | Valencia   | Valencia  | 1 557 907                |
| 4    | Sevilla        | Andalusien | Sevilla   | 1 286 677                |
| 5    | Málaga         | Andalusien | Málaga    | 942 919                  |
| 6    | Bilbao         | Baskien    | Biscaya   | 910 085                  |
| 7    | Gijón–Oviedo   | Asturien   | Asturien  | 836 141                  |
| 8    | Zaragoza       | Aragonien  | Zaragoza  | 744 459                  |
| 9    | Alicante–Elche | Valencia   | Alicante  | 697 039                  |
| 10   | Murcia         | Murcia     | Murcia    | 641 043                  |

#### De folkrikaste städerna
| \| Pos. \| Stad \| Region \| Provins \| Folkmängd 1 januari 2010[59] \| \| ---- \| ---------- \| ------------------ \| ---------- \| ---------------------------- \| \| 1 \| Madrid \| Madrid \| Madrid \| 3 273 049 \| \| 2 \| Barcelona \| Katalonien \| Barcelona \| 1 619 337 \| \| 3 \| Valencia \| Valencia \| Valencia \| 773 222 \| \| 4 \| Sevilla \| Andalusien \| Sevilla \| 694 548 \| \| 5 \| Zaragoza \| Aragonien \| Zaragoza \| 645 899 \| \| 6 \| Málaga \| Andalusien \| Málaga \| 530 476 \| \| 7 \| Bilbao \| Baskien \| Biscaya \| 353 187 \| \| 8 \| Alicante \| Valencia \| Alicante \| 326 570 \| \| 9 \| Valladolid \| Kastilien och León \| Valladolid \| 311 066 \| \| 10 \| Las Palmas \| Kanarieöarna \| Las Palmas \| 308 919 \| | · Madrid Barcelona Valencia Sevilla Zaragoza Málaga Bilbao Alicante Valladolid Läget för de nio folkrikaste städerna i Spanien |                    |            |                          |
| Pos. | Stad | Region             | Provins    | Folkmängd 1 januari 2010 |
| 1 | Madrid | Madrid             | Madrid     | 3 273 049                |
| 2 | Barcelona | Katalonien         | Barcelona  | 1 619 337                |
| 3 | Valencia | Valencia           | Valencia   | 773 222                  |
| 4 | Sevilla | Andalusien         | Sevilla    | 694 548                  |
| 5 | Zaragoza | Aragonien          | Zaragoza   | 645 899                  |
| 6 | Málaga | Andalusien         | Málaga     | 530 476                  |
| 7 | Bilbao | Baskien            | Biscaya    | 353 187                  |
| 8 | Alicante | Valencia           | Alicante   | 326 570                  |
| 9 | Valladolid | Kastilien och León | Valladolid | 311 066                  |
| 10 | Las Palmas | Kanarieöarna       | Las Palmas | 308 919                  |

#### Folkmängden för autonoma regioner
(1 januari 2009)
| Autonom region      | Folkmängd | Autonom region  | Folkmängd |
| ------------------- | --------- | --------------- | --------- |
| Andalusien          | 8 302 923 | Aragonien       | 1 345 473 |
| Katalonien          | 7 475 420 | Extremadura     | 1 102 410 |
| Madrid              | 6 386 932 | Balearerna      | 1 095 426 |
| Valencia            | 5 094 675 | Asturien        | 1 085 289 |
| Galicien            | 2 796 089 | Navarra         | 630 578   |
| Kastilien och León  | 2 563 521 | Kantabrien      | 589 235   |
| Baskien             | 2 172 175 | La Rioja        | 321 702   |
| Kanarieöarna        | 2 103 992 | Autonoma städer | Folkmängd |
| Kastilien-La Mancha | 2 081 313 | Ceuta           | 78 674    |
| Murcia              | 1 446 520 | Melilla         | 73 460    |

#### Migration
Under de senaste åren har Spanien uppvisat en betydande minskning i nettoinvandringen, och har slutat att ha en av de högsta andelen immigranter i Europa (2005, 1,5 % årligen, inom EU bara överträffat av Cypern). För närvarande är andelen nettoinvandring endast 0,99 %, vilket betyder 15:e land i Europeiska unionen. Spanien är dessutom det 9:e landet med störst andel immigranter i EU, efter länder som Luxemburg, Irland, Österrike och Tyskland. 2005 mottog Spanien 38,6 % av invandringen till EU från länder utanför EU, främst immigranter från iberoamerika, andra länder i Västeuropa, Östeuropa och från Maghreb. 2009 utgjordes 12 % av befolkningen av personer med utländsk härkomst, med störst antal rumäner (796 576 personer), marockaner (710 401) och ecuadorianer (413 715). Invånare från EU representerar cirka 40,5 % av den totala andelen utländska medborgare.[källa behövs]

### Språk

Språkhistorisk karta (film) över de sydvästeuropeiska språkens utveckling och utbredning (text på engelska).

Följande språk är officiella tillsammans med spanska enligt spansk lag:
- Katalanska (català) i Katalonien (Catalunya), Balearerna (Illes Balears) och Aragoniens östra del (Aragó), samt i Valencia (Comunitat Valenciana) där det benämns som valencianska.
- Galiciska (galego) i Galicien (Galicia eller Galiza).
- Aranesiska i Val d'Aran (Katalonien).
- Baskiska (euskera) i Baskien (Euskadi eller Euskal Herria) och delar av Navarra (Nafarroa).

Katalanska, galiciska, aranesiska och spanska (kastilianska) kommer alla ursprungligen från latin. Några av dem har egna dialekter, medan vissa ses som separata språk av sina talare. Ett speciellt exempel är valencianska, som är en variant av katalanska och som har officiell status i Valencia. Baskiskan skiljer sig markant från de övriga språken och saknar kända släktskap med andra språk i världen.
Det finns också några andra överlevande romanska minoritetsspråk. Dessa är asturiska (i Asturien och delar av León, Zamora och Salamanca), extremaduriska (Caceres och Salamanca), aragonesiska (i Aragonien) samt några portugisiska dialekter som talas i byar nära gränsen till Portugal. Dessa har dock ingen officiell status.
Av Spaniens 48 miljoner invånare år 2015 använde 41 miljoner spanska som första språk. 11,6 miljoner var tvåspråkiga (en stor del av dessa i Katalonien). Spanskan dominerar dock i massmedierna, även i ofta separatiskt präglade regioner som Baskien och Katalonien. Positionen för Spaniens övriga språk kan även ses i valet av språk för Spaniens bidrag i Eurovision Song Contest; av de 56 utvalda sångerna mellan 1961 och 2016 har 55 framförts på spanska, 1 på engelska, 5 på spanska/engelska och 1 på spanska/franska. Joan Manuel Serrats önskan att 1968 sjunga sitt bidrag på katalanska ledde till att han byttes ut, ett exempel på den repressiva språkpolitiken i dåtidens Spanien. Senare års demokratisering av landet har dock bidragit till ett stort antal lokala och regionala medier på landets övriga språk.

### Religion
Till religion överväger katolicismen, med minoriteter av muslimer och protestanter.

## Kultur

### Massmedier

#### Press och förlag
Spaniens viktigaste tidningar är:
- El País (tryckt[h] upplaga i september 2017: 172000[68])
- La Vanguardia (104000[68]; sedan 2011 med separata editioner på spanska och katalanska[69])
- El Mundo (97000[68])
- La Razón (87000[68])
- ABC (80000[68])
- El Periódico de Catalunya (72000;[68] sedan 1997 med separata editioner på spanska och katalanska[70])
- Público

Till gruppen finanstidningar hör:
- Expansión
- Cinco Días
- El Economista

De viktigaste sporttidningarna är:
- As
- Marca
- Sport
- Mundo deportivo
- Superdeporte

Förutom tidningsutgivningen på spanska ges ett stort antal tidningar i av olika slag på de större minoritetsspråken. Katalonien har en stor katalanskspråkig tidningsproduktion, inklusive sidoeditionerna av La Vanguardia och El Periódico de Catalunya (se ovan). Den största dagstidningen som endast ges ut på katalanska är Ara (grundad 2010).

#### Radio och television
RTVE är ett statligt public service-bolag som är oberoende av regeringen, men finansieras av offentliga medel och av licensavgifter. Koncernen omfattar den spanska radion RNE och spanska televisionen TVE. Nyhetsprogrammet i kanal 1 (La 1, "Ettan"), som heter Telediario har högt anseende och har belönats med "TV News Awards" om "Media Tenor International" som bästa nyhetskanal i världen.
De viktigaste privata tv-kanalerna är följande:
- Antena 3
- Cuatro
- TeleCinco
- La Sexta

### Konstarter

#### Musik
Flamenco anses av många vara synonymt med spansk musik trots att den mest är begränsad till Andalusien i södra Spanien; musiken har dock spridits och nått internationell popularitet genom musiker och artister som Raquel Meller, Carmen Amaya, Sabicas, Paco de Lucía, Gipsy Kings, Tomatito, Vicente Amigo med flera. Andra regionala sorters folkmusik är också populär.
Inom klassisk musik har sångare som Plácido Domingo och José Carreras blivit mycket kända. Andrés Segovia var framstående inom klassisk gitarrmusik.
Pop- och rockmusik har en stor popularitet i Spanien men få artister har blivit internationellt kända. Bland spanska popartister som nått internationell framgång återfinns bland andra sångarna Julio Iglesias, hans son Enrique Iglesias, Alejandro Sanz, syntbandet Mecano samt rockbandet La Oreja de Van Gogh. Under senare år har musikscenen i Katalonien varit högst livaktig – inte minst pop och rock kopplat till musikrörelsen Rock Català.

#### Bildkonst
Från Spanien kommer några av konsthistoriens största och mest inflytelserika konstnärer, bland andra El Greco, Diego Velázquez, Francisco Goya, Pablo Picasso, Joan Miró och Salvador Dali. Bland det sena 1800-talets stora namn fanns även Ramon Casas. I modern tid är Antoni Tàpies den mest kände och uppmärksammade.

#### Litteratur

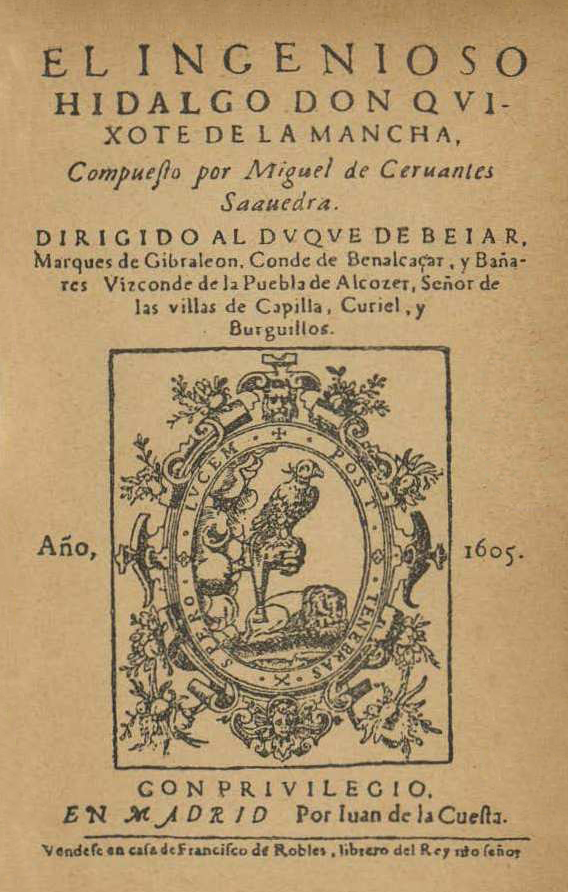
Titelbladet till Don Quijote av Miguel Cervantes, 1605.

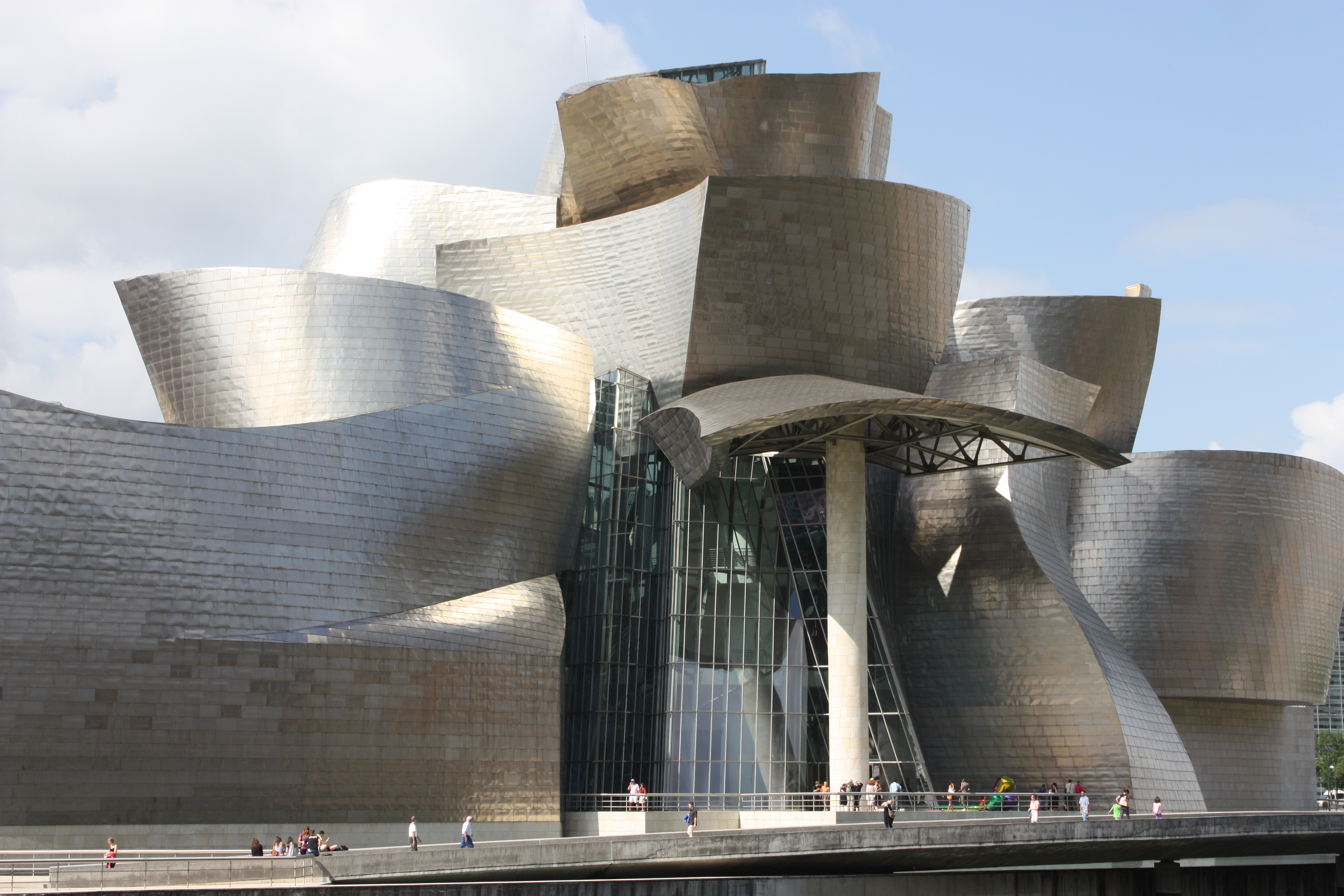
Guggenheimmuseet i Bilbao

#### Film
Luis Buñuel är Spaniens genom tiderna mest kände filmskapare. Från och med 1980-talet har Pedro Almodovar varit den internationellt mest uppmärksammade.

#### Arkitektur
Sagrada Família i Barcelona, ritad av arkitekten Antoni Gaudí, är Spaniens kanske mest kända och spektakulära byggnad. Ett annat exempel är Guggenheimmuseet i Bilbao. Alhambra vid staden Granada, som byggdes av morerna på 1300-talet, är ett annat känt byggnadsverk.

### Traditioner

#### Helgdagar och högtider
| Datum            | Namn                                    | Beskrivning                  |
| ---------------- | --------------------------------------- | ---------------------------- |
| 1 januari        | Año Nuevo                               | ( ≈ Nyårsdagen)              |
| 6 januari        | Reyes Magos Epifanía                    |                              |
| mars eller april | Viernes Santo                           |                              |
| mars eller april | Lunes de Pascua                         |                              |
| 1 maj            | Día del Trabajo                         | ( Arbetets dag ≈ Första maj) |
| 15 augusti       | Asuncion de la Virgen                   |                              |
| 12 oktober       | Dia de Hispanidad                       | Spanska Nationaldagen        |
| 1 november       | Día de Todos los Santos                 | Alla helgons dag             |
| 6 december       | Día de la Constitución española de 1978 | Spanska konstitutionen Dag   |
| 8 december       | Inmaculada Concepción                   |                              |
| 25 december      | Navidad                                 | Jul                          |

Därutöver har de autonoma regionerna ofta egna helgdagar. Dessa inkluderar galiciska litteraturens dag (17 maj), Kataloniens nationaldag (11 september) och de kantabriska institutionernas dag (28 juli).

#### Matkultur

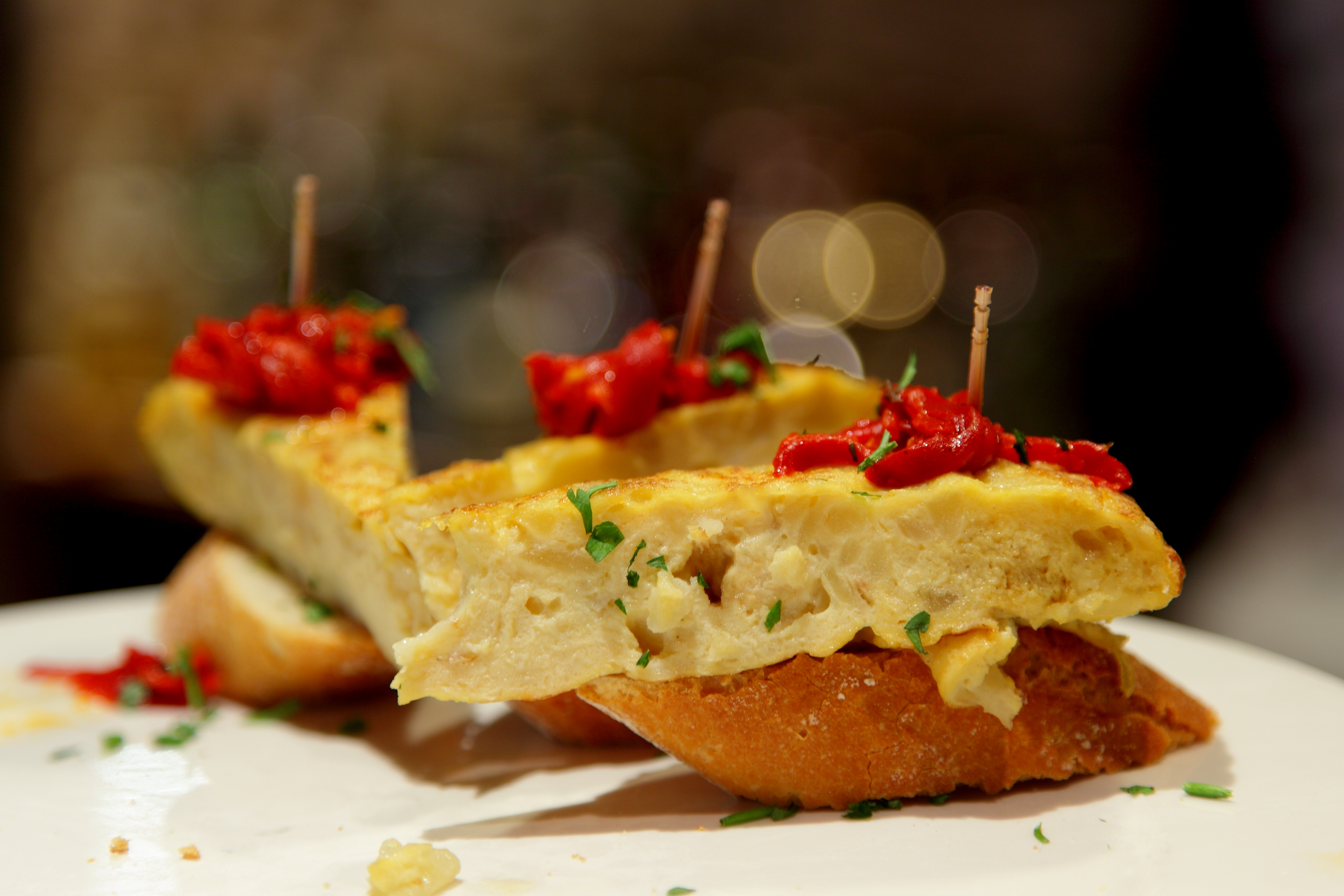
Tapas de Tortilla de Patata.

Paella, tortilla och gazpacho är några typiska spanska maträtter.

### Sport

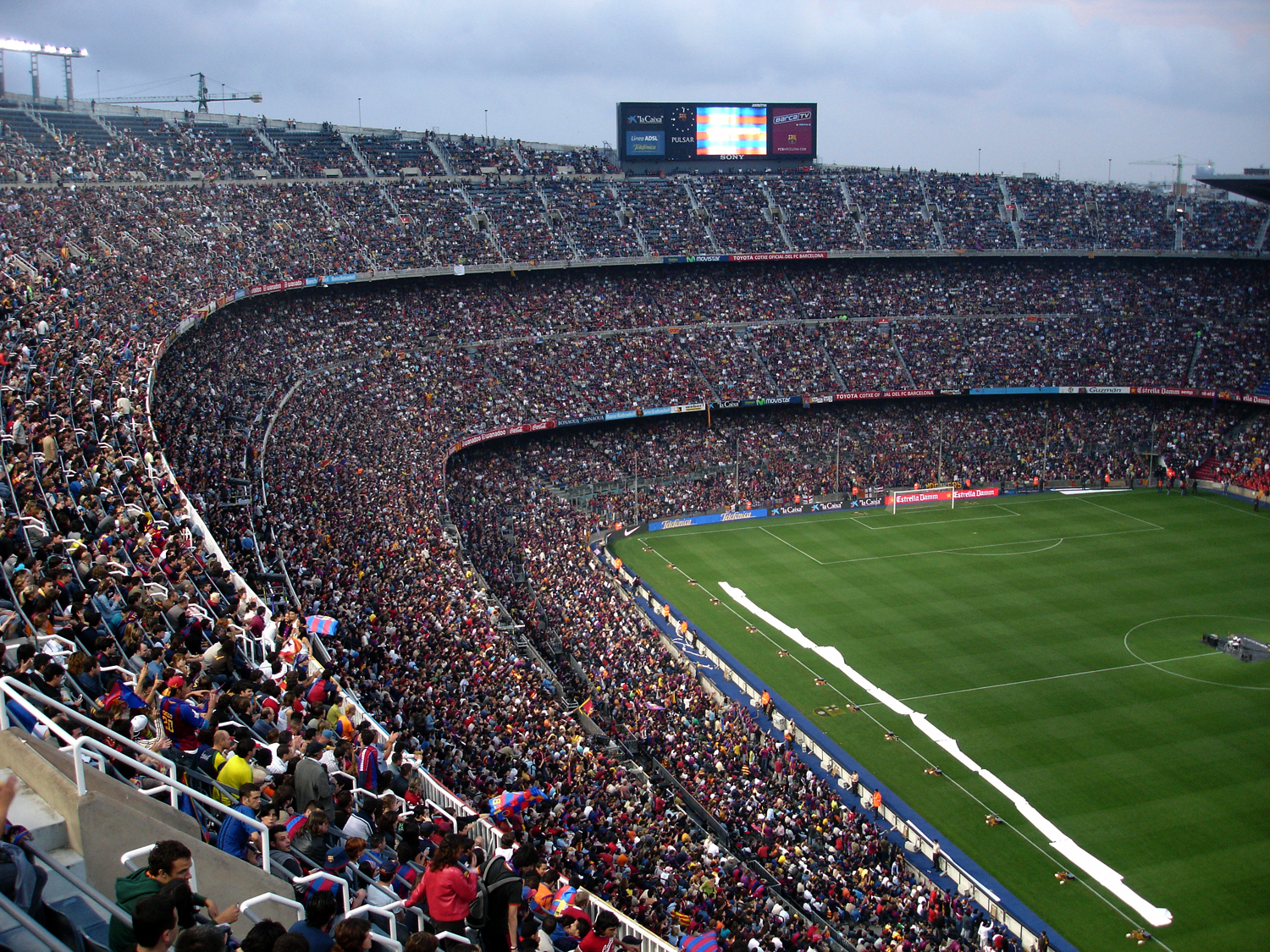
Camp Nou i Barcelona: den största fotbollsarenan i Europa.

Sport i Spanien har dominerats av fotboll sedan början av 1920-talet. Real Madrid, FC Barcelona, Atlético Madrid och Valencia CF är fyra av de mest framgångsrika fotbollsklubbarna i världen. Landets fotbollslandslag vann europamästerskapet i fotboll 1964, 2008 och 2012. Den 11 juli 2010 tog Spanien sitt första guld i Fotbolls-VM.
Basket, tennis, cykling, handboll, motorcykel och sedan ett antal år tillbaka bilsport, är också stort i landet, på grund av de spanska framgångarna inom dessa sporter. 1992 hölls olympiska sommarspelen i Barcelona och det tillförde en stor mängd olika sporter till landet.
Fernando Alonso, med sina två titlar, är den enda spanjoren som blivit världsmästare i Formel 1. Han tog båda sina titlar för Renault, säsongerna 2005 och 2006. Inom trial har åkare från Katalonien dominerat sporten på senare år, med flerfaldiga världsmästare som Adam Raga och Toni Bou.
Rafael Nadal är en av de bästa tennisspelarna i världen, med flera Grand Slam-titlar, inklusive Wimbledon 2010 i herrsingel.
I norra Spanien är baskisk pelota en populär sport.

## Internationella rankningar
| Organisation                                | Undersökning                   | Rankning  |
| ------------------------------------------- | ------------------------------ | --------- |
| Heritage Foundation/The Wall Street Journal | Index of Economic Freedom 2019 | 59 av 180 |
| Reportrar utan gränser                      | Pressfrihetsindex 2019         | 29 av 180 |
| Transparency International                  | Korruptionsindex 2018          | 29 av 180 |
| FN:s utvecklingsprogram                     | Human Development Index 2018   | 25 av 189 |